# Avinguda Carrilet metróállomás
Avinguda Carrilet egyike a Spanyolországban található barcelonai metró metróállomásainak.

## Metróvonalak
Az állomást az alábbi metróvonalak érintik:
- 1-es metróvonal

## Kapcsolódó állomások
Az állomáshoz az alábbi állomások vannak a legközelebb:
- Bellvitge (Hospital de Bellvitge, 1-es metróvonal)
- Rambla Just Oliveras metróállomás (Fondo, 1-es metróvonal)